# Джаґаддала Магавігара
Джаґаддала Магавігара (пол. кінець 11 століття — середина 12 століття) був буддійським монастирем і центром навчання у Варендрі, географічній одиниці в сучасній північній Бенгалії в Бангладеш. Він був заснований пізнішими королями династії Пала, ймовірно, Рамапалою (бл. 1077—1120), найімовірніше, на місці поблизу нинішнього села Джаґдал у Дгамоіргат Упазіла на північному заході Бангладеш на кордоні з Індією, поблизу Пагарапура. У деяких текстах також пишеться ім'я Джаґґадала.

## Місцезнаходження
Мало що відомо про Джаґаддалу порівняно з іншими магавігарами тієї епохи. Упродовж багатьох років його місце розташування не вдавалося встановити. AKM Zakaria оглянув п'ять ймовірних місць, усі вони називаються Джагдал або Джагадал, у регіоні Раджшахі — Малда: у Панчагарху; у Гаріпур Упазіла з Тхакургаону; в Бочаґанджі Упазіла в Дінаджпурі; у Дгамоіргат Упазіла з Наоґаону; Бамангола, Малда, Індія. Із них значні стародавні руїни були лише біля Джаґдала в районі Наоґаон. Розкопки під егідою ЮНЕСКО упродовж останнього десятиліття призвели до того, що це місце перетворилося на буддійський монастир.

## Історія

### Заснування
Велика кількість монастирів або вігар була заснована в стародавній Бенгалії та Маґадзі упродовж чотирьох століть правління Пала в Північно-Східній Індії (756—1174 рр. н. е.). Кажуть, що Дгармапала (781—821) сам заснував 50 вігар, включаючи Вікрамашілу, головний університет тієї епохи. Джаґґадала була заснована наприкінці династії Пала, швидше за все Рамапала (бл. 1077—1120). Згідно з тибетськими джерелами, виділялися п'ять великих Магавігар: Вікрамашіла; Наланда, який пережив свій розквіт, але все ще відомий, Сомапура, Одантапура та Джаґаддала. П'ять монастирів утворили мережу; «усі вони перебували під державним наглядом» й існувала «система координації між ними… видається, що зі свідчень різні осередки буддистської науки, які функціонували у східній Індії під керівництвом Пали, розглядалися разом як утворююча мережа, взаємопов'язана група інституцій», і для великих вчених було звично легко переходити з посади на посаду серед них.
Джаґаддала спеціалізувався на буддизмі Ваджраяни. Відомо, що велика кількість текстів, які пізніше з'являться в Канґ'юрі та Тенґ'юрі, були складені або скопійовані в Джаґадалі. Цілком ймовірно, що найдавніша антологія санскритських віршів, Subhāṣitaratnakosha, була складена Від'якарою у Джаґґадалі наприкінці XI або на початку XII століття.

### Залишки
Сак'яшрібгадра, кашмірський вчений, який був останнім абатом Наланди—Магавігари та сприяв передачі буддизму в Тибет, як кажуть, утік до Тибету в 1204 році із Джагаддали, коли вторгнення мусульман здавалося неминучим. Історик Сукумар Датт умовно відніс остаточне знищення Джаґаддали до 1207 року; у будь-якому випадку, здається, це була остання магавігара, яку було переповнено.

## Розкопки та статус ЮНЕСКО
У 1999 році Джаґаддала була представлена як попередній об'єкт для включення до списку об'єктів Світової спадщини ЮНЕСКО. Організація повідомляє, що розкопки виявили "великий курган 105 метрів завдовжки на 85 метрів, який є археологічними залишками буддійського монастиря… Знахідки включали теракотові таблички, декоративну цеглу, цвяхи, золотий злиток і три кам'яні зображення божеств.

## Фотогалерея

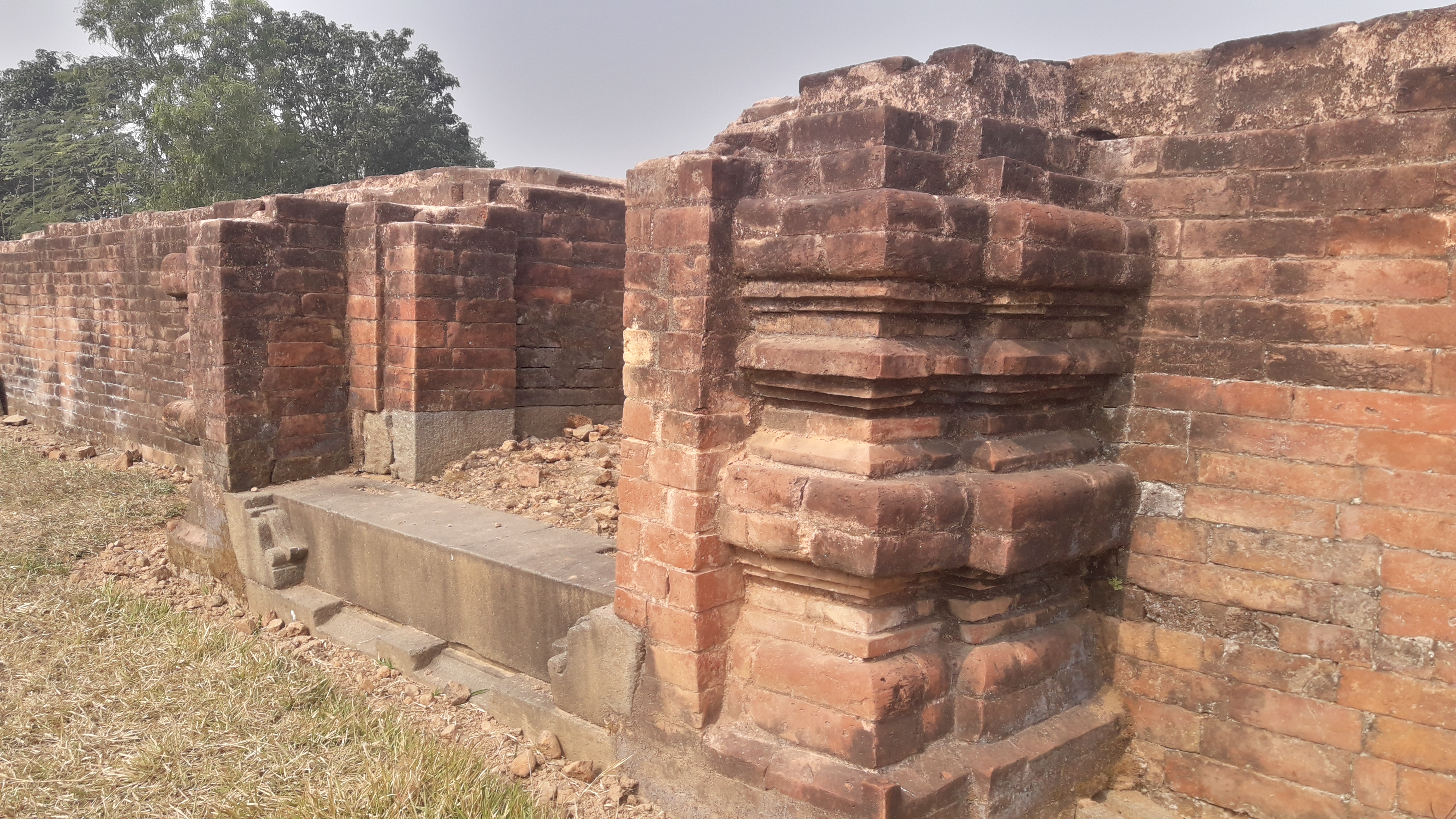
Руїні Джаґаддала Магавігари
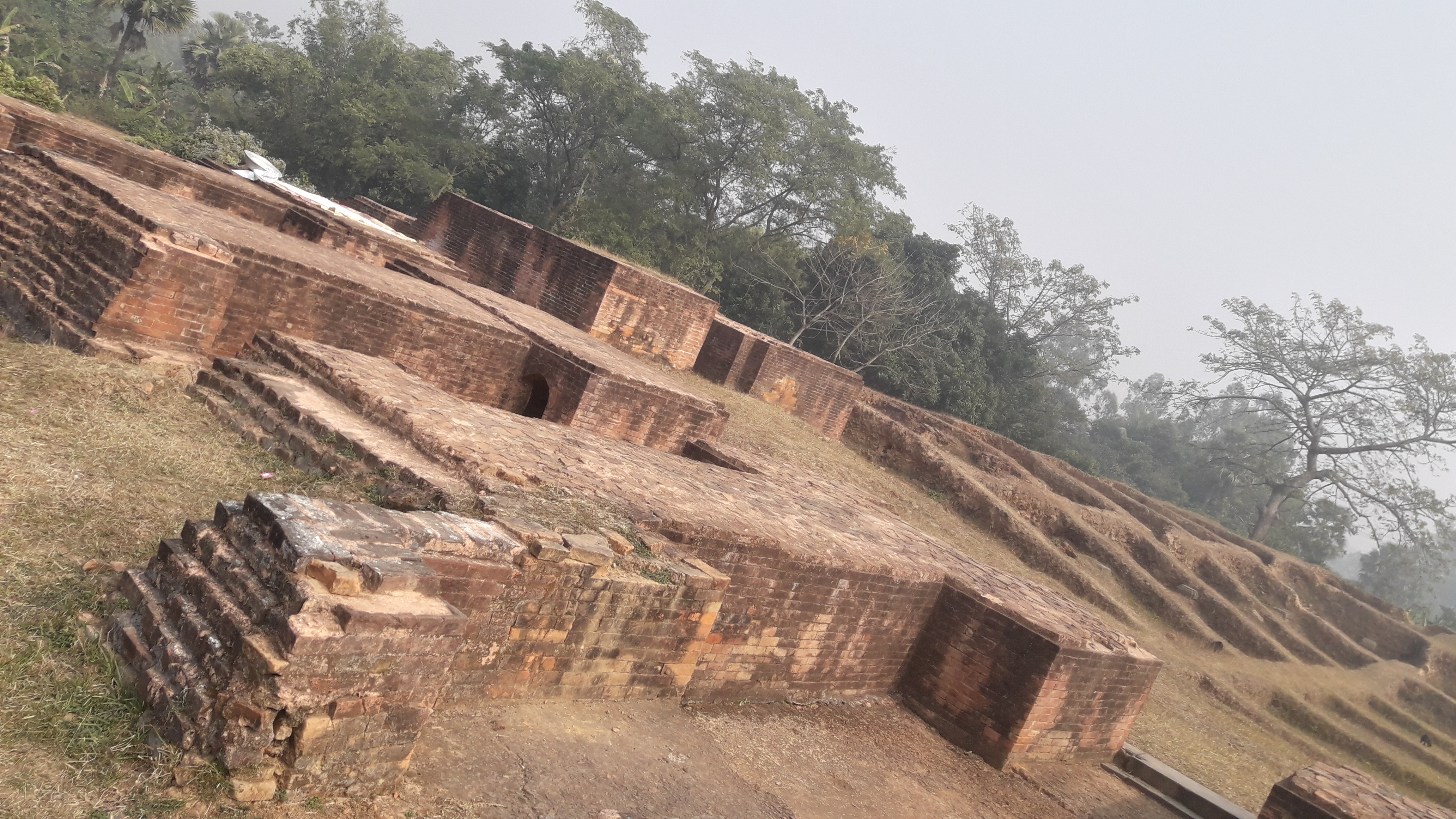
Джаґаддала Магавігара — єдина буддійська вігара, виявлена та розкопана в Бангладеш, дах якої становить близько 60 см завтовшки.
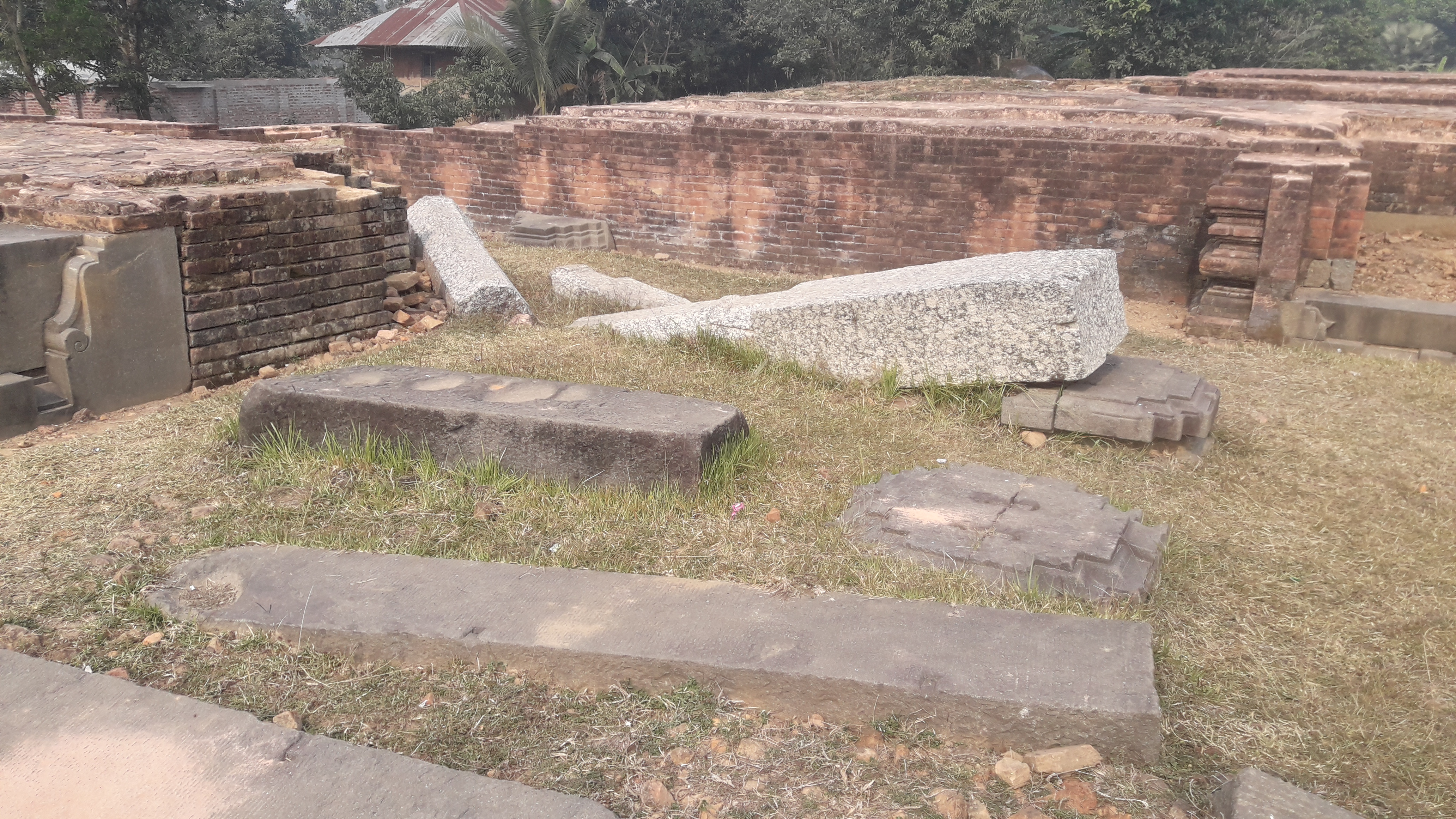
Повалені кам'яні стовпи